# レミニセンス
レミニセンス（英語: Reminiscence）とは記銘した直後よりも、一定時間が経ってからのほうがよく記憶を想起できることを表す。ワード・ホブランド効果とバラード・ウィリアムズ効果に分けられる。
ワード・ホブランド効果
意味を持たない内容の記憶（無意味綴り）について起こるレミニセンスをワード・ホブランド効果という。10分以内に起こる。
バラード・ウィリアムズ効果
意味を持った内容の記憶について起こるレミニセンスをバラード・ウィリアムズ効果という。数日の間に起こる。